# Teoria de Picard–Vessiot
Em álgebra diferencial, a teoria de Picard–Vessiot é o estudo da extensão de corpo diferencial gerada pelas soluções de uma equação diferencial linear, utilizando o grupo de Galois diferencial da extensão de corpo. O objetivo principal é descrever quando a equação diferencial pode ser resolvida através de quadraturas em termos de propriedades do grupo de Galois diferencial. A teoria foi iniciada por Émile Picard e Ernest Vessiot, aproximadamente de 1883 a 1904.
Kolchin (1973) e van der Put & Singer (2003) fornecem descrições detalhadas da teoria de Picard–Vessiot.

## História
A história da teoria de Picard–Vessiot é discutida por Borel (2001, capítulo VIII).
A teoria de Picard–Vessiot foi desenvolvida por Picard entre 1883 e 1898, e por Vessiot no período de 1892-1904 (resumida em (Picard 1908, capítulo XVII) e Vessiot (1892,1910)). O principal resultado de sua teoria, simplificadamente, que uma equação diferencial linear pode ser resolvida por quadraturas se, e somente se, o seu grupo de Galois diferencial é conexo e solúvel. Infelizmente, é difícil dizer exatamente o que eles provaram uma vez que o conceito de ser "solúvel por quadraturas" não foi definido precisamente nem utilizado de forma consistente nos trabalhos deles. Kolchin (1946,1948) deu definições precisas dos conceitos necessários e mostrou uma versão rigorosa deste teorema.
Kolchin (1952) estendeu a teoria de Picard–Vessiot aos corpos diferenciais parciais (com várias derivações comutativas).
Kovacic (1986) descreveu um algoritmo, conhecido como algoritmo de Kovacic, para decidir se equações lineares homogêneas de segunda ordem podem ser resolvidas por quadraturas.

## Extensões e anéis de Picard–Vessiot
Uma extensão F ⊆ K de um corpo diferencial é denominada uma extensão de Picard–Vessiot se todas as constantes estão em F e K pode ser gerado pela adjunção das soluções de um polinômio diferencial linear ordinário homogêneo.
Um anel de Picard–Vessiot R sobre o corpo diferencial F é um anel diferencial sobre F que é simples (sem ideais diferenciais além de 0 e R) e gerado como k-álgebra pelos coeficientes de A e 1/det(A), onde A é uma matriz invertível sobre F tal que B = A'/A tem coeficientes em F. (Então A é uma matriz fundamental para a equação diferencial y' = By.)

## Extensões liouvillianas
Uma extensão F ⊆ K de corpos diferenciais é chamada extensão liouvilliana se todas as constantes estão em F e K pode ser gerado pela adjunção de um número finito de integrais, exponenciais de integrais e funções algébricas. Aqui, uma integral de um elemento a é definida como sendo qualquer solução de y' = a, e uma exponencial de uma integral de a é definida como qualquer solução de y' = ay.
Uma extensão de Picard–Vessiot é liouvilliana se e somente se a componente conexa do seu grupo de Galois diferencial é solúvel (Kolchin 1948, p. 38) (van der Put & Singer 2003, Theorem 1.39). Mais precisamente, extensões por funções algébricas correspondem a grupos de Galois diferenciais finitos, extensões por integrais correspondem a subquocientes do grupo de Galois diferencial que são unidimensionais e unipotentes, e extensões por exponenciais de integrais correspondem a subquocientes do grupo de Galois diferencial que são unidimensionais e redutíveis (tori).